# 梁相

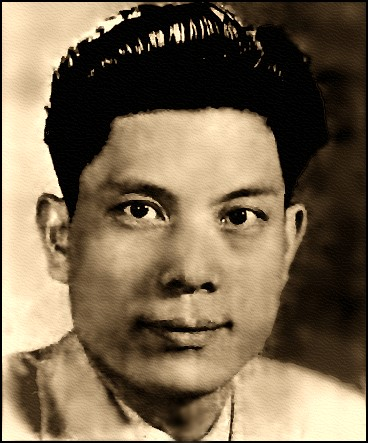
梁相

梁相（りょう そう、英語: Leung Sheung、1918年9月6日 - 1978年1月11日）は香港の中国武術家。享年59歳。中華民国の広東省南海県の出身。龍形拳、白眉拳、蔡李佛拳等の中国武術を習得した後に、1950年には、労働組合連合団体であった「港九飯店職工総会」の書記長を務める傍ら、広東省仏山から国共内戦を逃れ、香港に亡命して来た詠春拳宗師の葉問の香港での第一弟子となり、長躯強力と俊敏な動きをして「詠春標指王」と呼ばれることとなった。
梁相は、葉問に従い長年にわたり詠春拳の昂揚に尽力し、詠春四虎とよばれる王柱（短脚虎）、郭強（長脚虎）、鄭北（笑面虎）、鄭福（玉面虎）といった四大弟子や、鄭傳勲、梁錦棠（詠春）、布建華、呉華森、鍾萬年、陳春保、張国基、梁冠、梁挺、林樹成らをはじめとする弟子、門人を育成し、香港、澳門、中国、台湾をはじめ海外にも広く知らしめた。
1967年に葉問宗師の弟子7名を中心に設立された「詠春体育会」の設立時の第一次理事長を務めた。